# Коз
Коз (фр. Cozes) је насељено место у Француској у региону Поату-Шарант, у департману Приморски Шарант.
По подацима из 2011. године у општини је живело 2015 становника, а густина насељености је износила 121,68 становника/km².

## Демографија
| 1962. | 1968. | 1975. | 1982. | 1990. | 2011. |
| ----- | ----- | ----- | ----- | ----- | ----- |
| 1.579 | 1.653 | 1.697 | 1.746 | 1.730 | 2.015 |